# Nitish Sengupta
Pour les articles homonymes, voir Sengupta.
Nitish Kumar Sengupta, né le 8 juillet 1933 et mort le 3 novembre 2013 à New Delhi, est un fonctionnaire et écrivain indien. Il a étudié l'histoire au Presidency College de Calcutta et a fait partie de la fameuse promotion de 1953. Il était le Revenue Secretary (en) du Gouvernement indien et après sa retraite, il fut membre du Parlement du Bengale-Occidental. 
Il a écrit 12 livres, incluant une autobiographie My Times et un ouvrage historique, The History of the Bengali-speaking People. 
Il vit à Chittaranjan Park, New Delhi, Inde, où il meurt le 3 novembre 2013.